# Jan Blažej Santini-Aichel
Jan Blažej Santini Aichel, chiamato anche Giovanni Biagio Santini (Praga, 3 febbraio 1677 – Praga, 7 dicembre 1723), è stato un architetto ceco di origini italiane, le cui opere maggiori rappresentano una curiosa mescolanza di stile gotico e stile barocco.
Santini nacque a Praga da una famiglia di scalpellini. Suo nonno Antonin Aichel si trasferì dall'Italia a Praga nel 1630. L'influenza di Borromini è evidente nella sua predilezione per le forme a stellari e le simbologie complesse. Molti dei suoi edifici sono ariosi ed eleganti, ma era considerato un genio anticonformista dai suoi contemporanei e esercitò poca influenza sulle generazioni successive di architetti cechi.
L'asteroide 37699 Santini-Aichl è stato chiamato così in suo onore.

## Opere
- Ricostruzione del Chiesa dell'Assunzione della Vergine Maria e San Giovanni Battista in Sedlec a Kutná Hora, 1703-1708, (Patrimonio dell'umanità)
- Cappella di Sant'Anna a Panenské Břežany (1705-1707)
- Santuario dell'Annunciazione della Vergine Maria e Prevostura Cistercense a Mariánská Týnice (1707-1710)
- Ricostruzione del Convento del Monastero Cistercense di Plasy (1711-1723)
- Chiesa dell'Assunzione della Vergine Maria, San Volfango e San Benedetto in Kladruby u Stříbra (1711)
- Chiesa della Natività di Maria Vergine a Želiv (ricostruzione, 1714-1720)
- Santuario del Nome di Maria Vergine a Křtiny u Brna (1718)
- Santuario di San Giovanni Nepomuceno a Zelená Hora a Žďár nad Sázavou (1719-1727, Patrimonio dell'umanità)
- Karlova Koruna Chateau a Chlumec nad Cidlinou (1721–1723)
- Ricostruzione della Chiesa di San Venceslao a Zvole
- Chiesa di San Pietro e Paolo a Horní Bobrova (1714)
- Chiesa della Visitazione della Vergine Maria a Obyčtov
- Chiesa dell'Assunzione della Vergine Maria a Netín
- Chiesa prepositurale dei Santi Pietro e Paolo a Rajhrad (1721)
- Primo architetto della ricostruzione del castello di Zbraslav
- Progettazione e la costruzione del castello di Kalec
- Interventi nella chiesa e nel castello di Rychnov nad Kněžnou

Galleria di opere

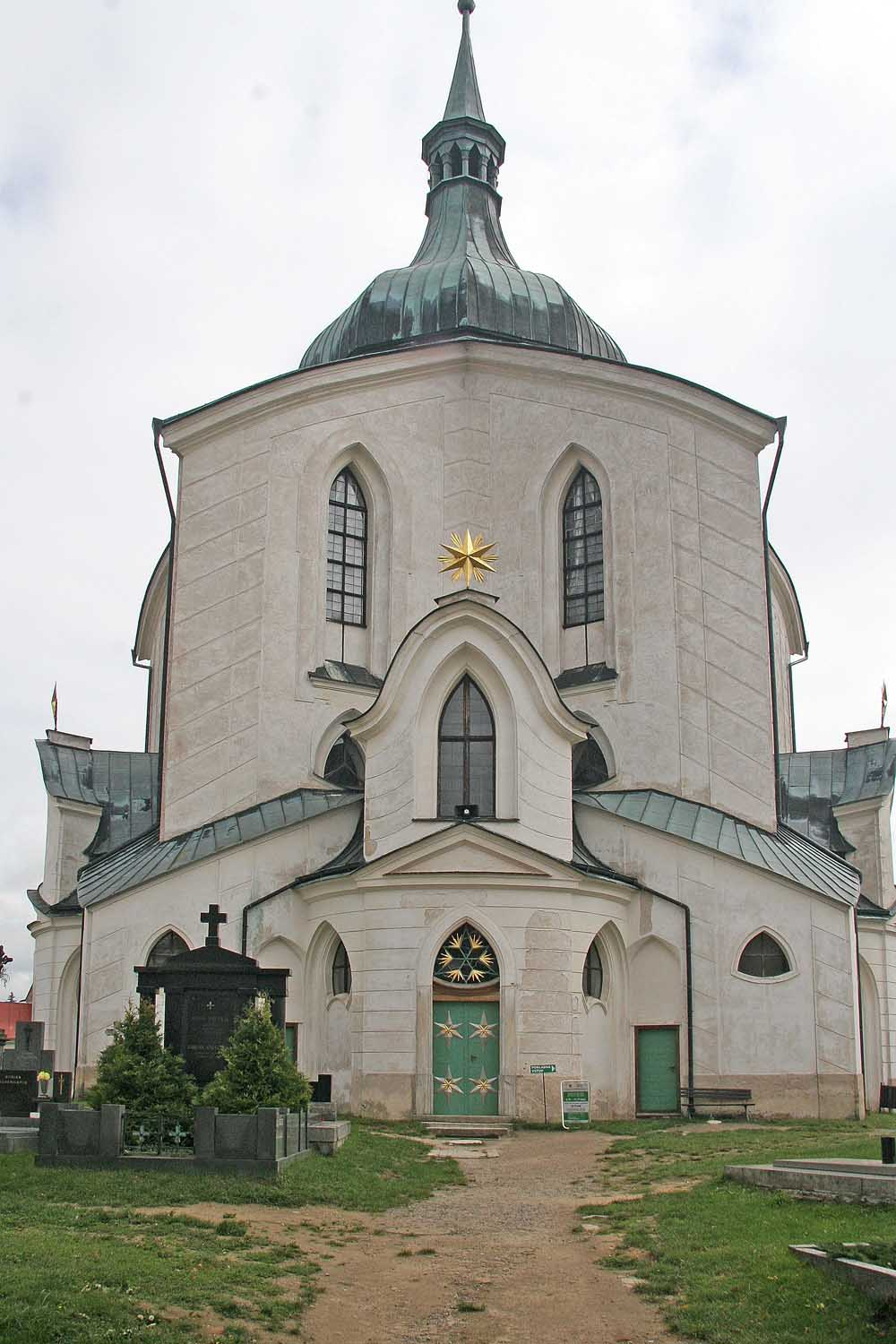
Santuario di San Giovanni Nepomuceno
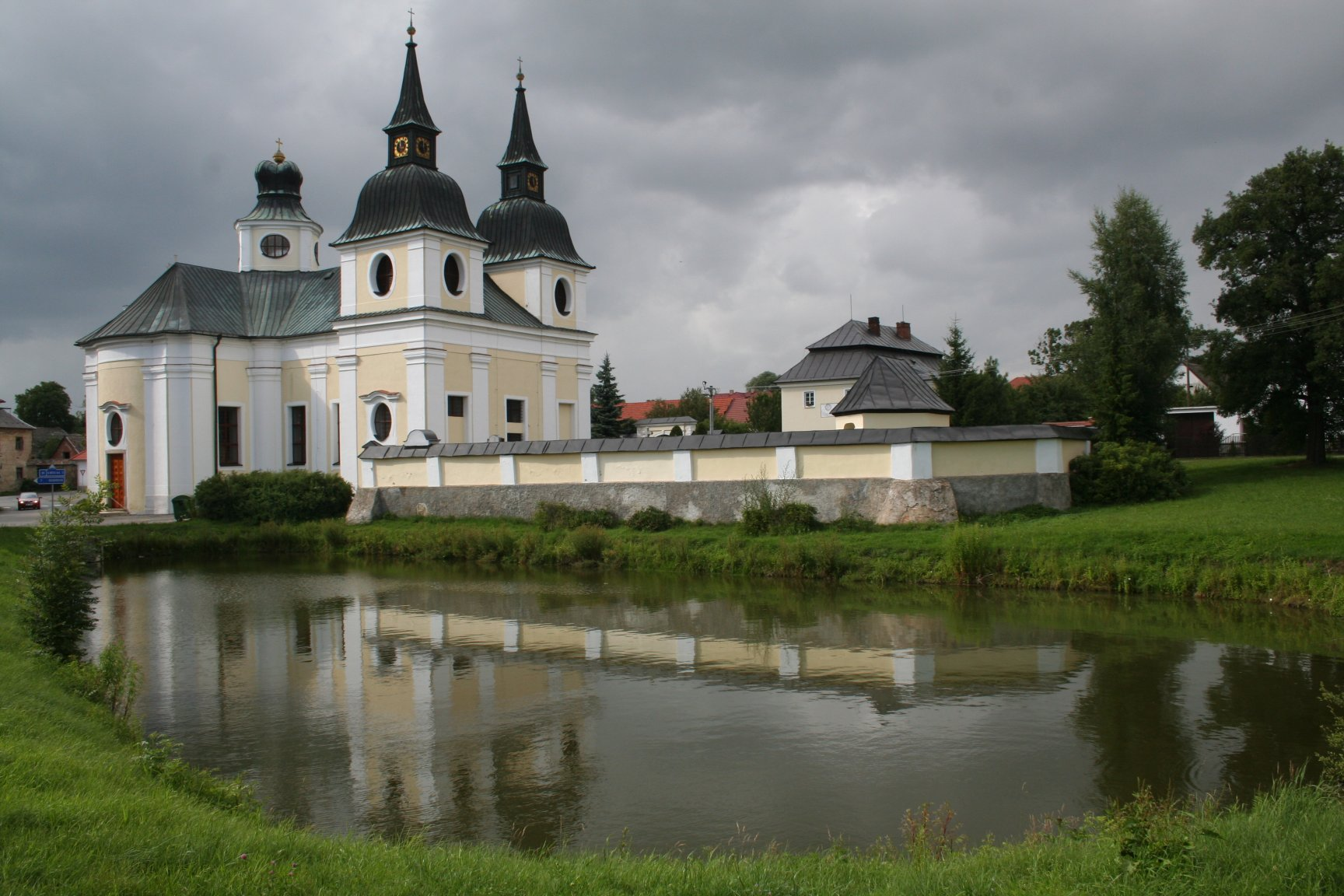
Chiesa di San Venceslao a Zvole
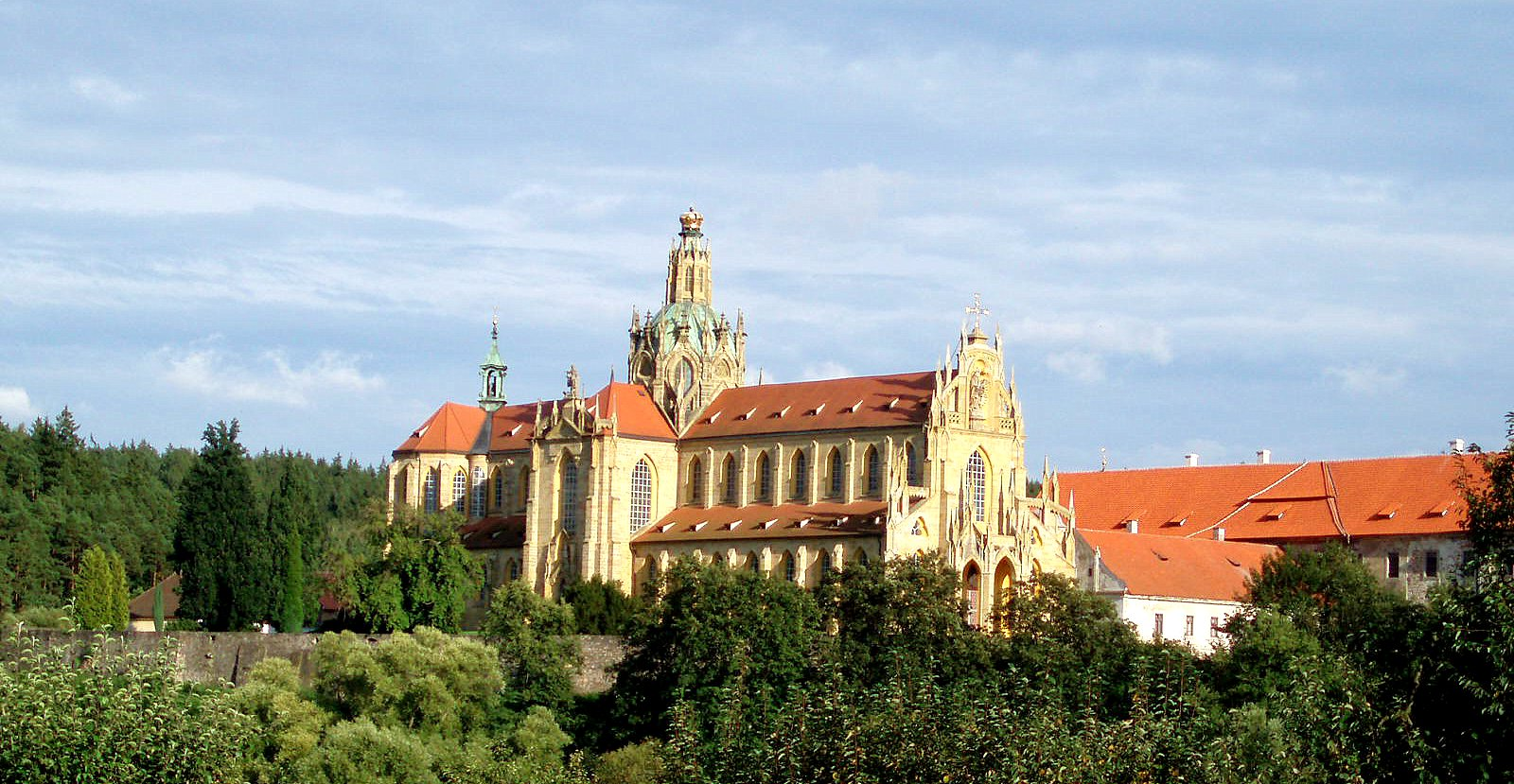
Chiesa dell'Assunzione della Vergine Maria, San Volfango e San Benedetto in Kladruby u Stříbra
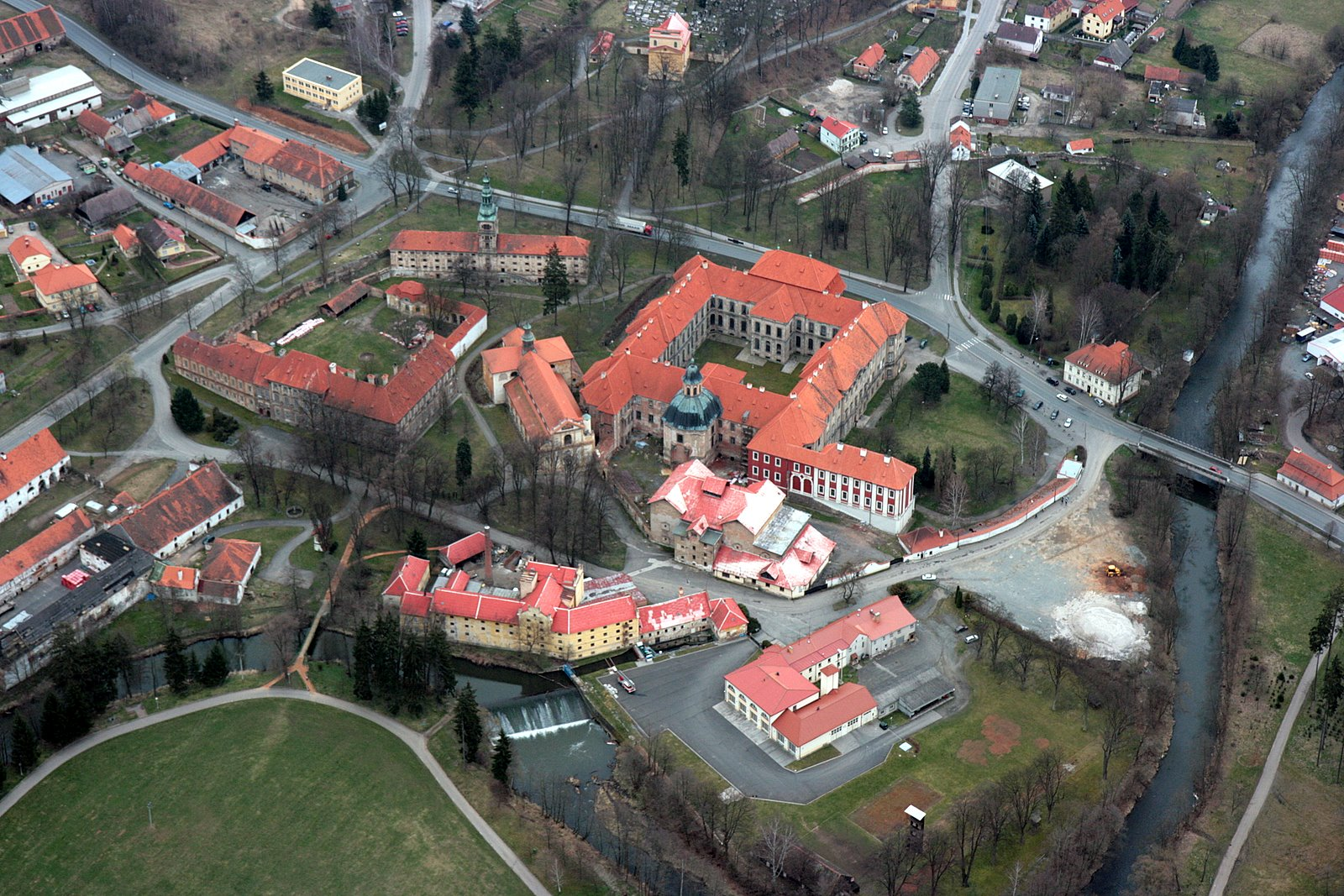
Convento del Monastero Cistercense di Plasy
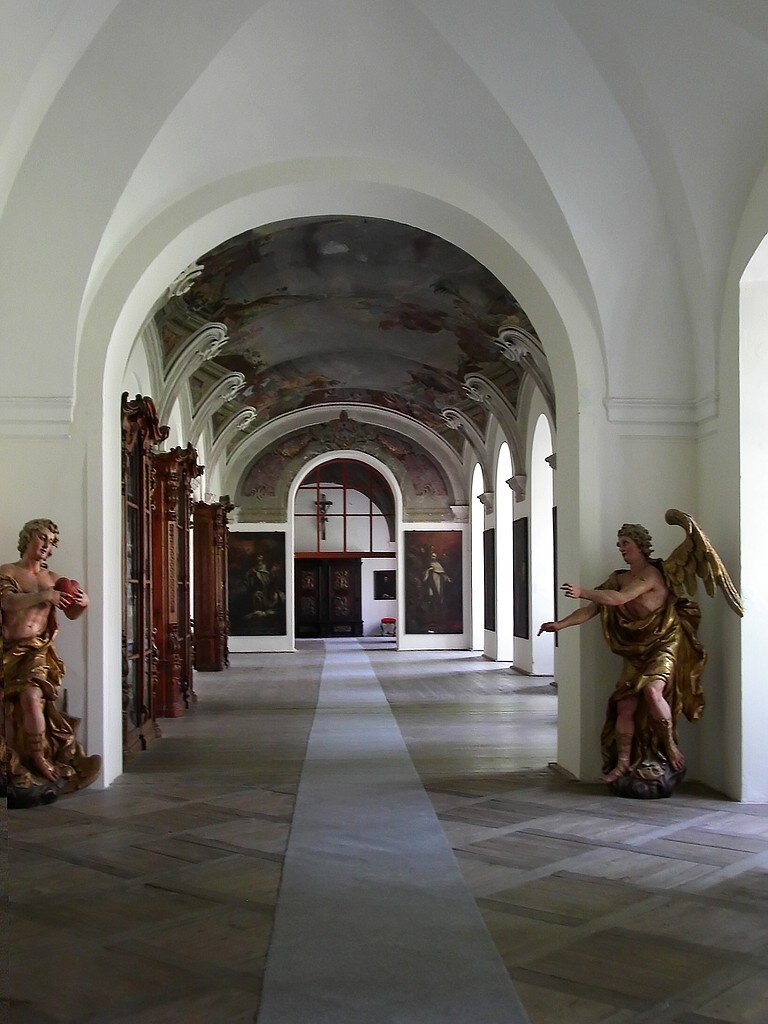
Interno del convento del Monastero Cistercense di Plasy
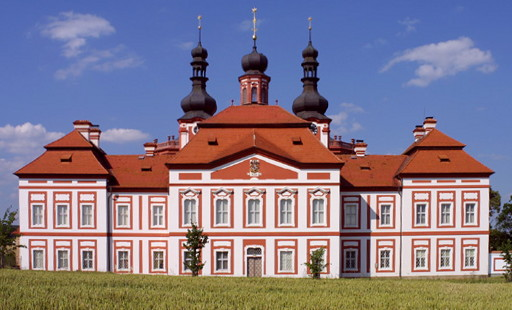
Veduta meridionale Santuario dell'Annunciazione della Vergine Maria e Prevostura Cistercense a Mariánská Týnic
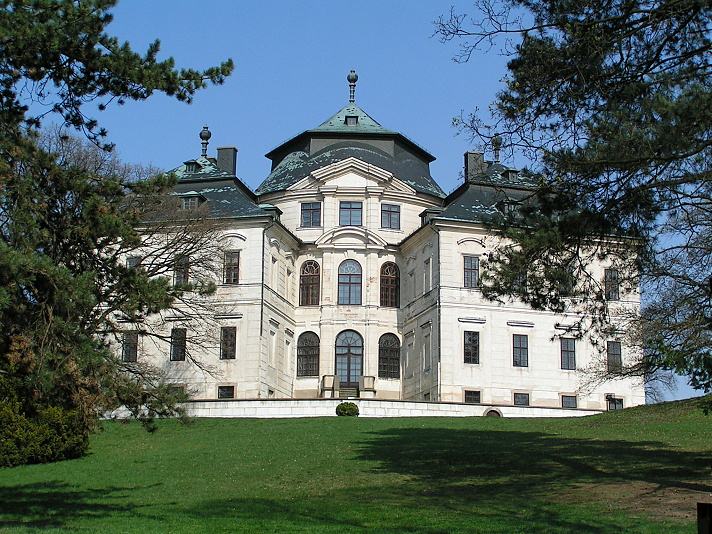
Karlova Koruna a Chlumec nad Cidlinou
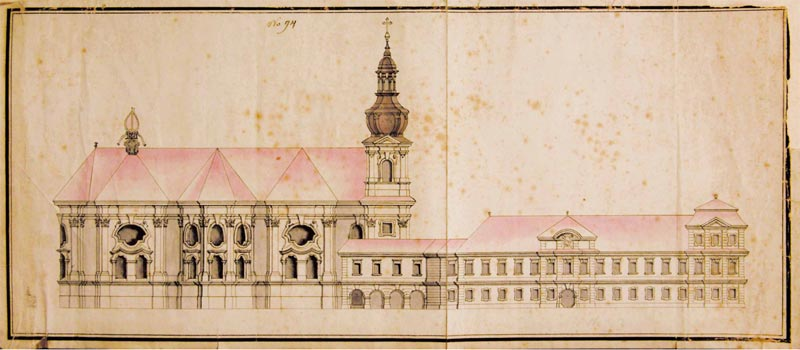
Progetto originale della chiesa prepositurale dei Santi Pietro e Paolo a Rajhrad